# Gabriella di Vergy
Versions successives
- 1826, non représentée à l'époque
- 1838, non représentée à l'époque (version révisée par le compositeur)
- 29 novembre 1869, Naples, Teatro San Carlo,  (rifacimento[1] de Giuseppe Puzone et Paolo Serrao)

Personnages
- Gabriella di Vergy (soprano)
- Almeide, sœur de Fayel (soprano)
- Fayel, comte de Vermand (baryton)
- Raoul de Coucy (ténor)
- Philippe II de Bourgogne (basse)
- Armando (ténor)

Airs
- « A te sola, ognor serbai » (Raoul) (Acte I, Scène 1)
- « In notte oscura e tacita » (Gabriella, Raoul) (Acte I)
- « Delle nostr'anime » (Gabriella) (Acte I)

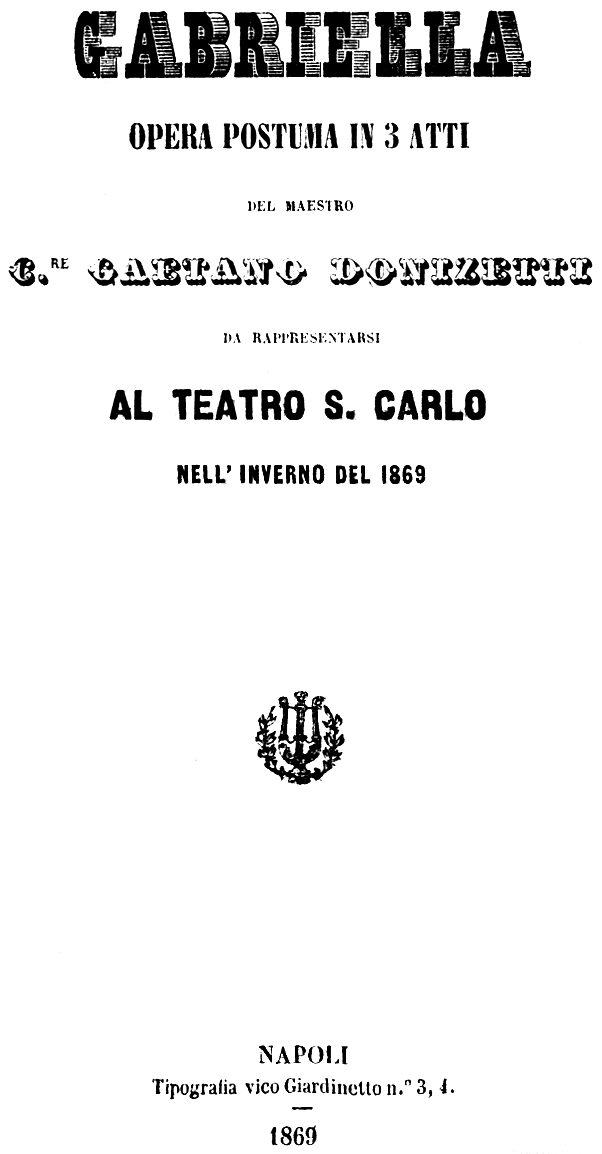
Gabriella di Vergy, opéra de Gaetano Donizetti - couverture du livret - Naples 1869

Gabriella di Vergy est un opera seria en trois actes, musique de Gaetano Donizetti, livret d'Andrea Leone Tottola. Composé en 1826, il ne fut créé au Teatro San Carlo de Naples que le 29 novembre 1869, après la mort du compositeur et dans une version très remaniée. La version revue par Donizetti en 1838 fut créée à Belfast le 9 novembre 1978.

## Histoire
Donizetti entreprit la composition de Gabriella di Vergy en 1826, sans répondre à une commande précise mais, indique-t-il dans une lettre à son professeur Simon Mayr datée du 15 juin 1826, « pour [se] divertir » et il ajoute : « Je sais que la musique est belle [...] J'ai été pris par le désir et maintenant je me donne satisfaction. »
Que Donizetti se soit attelé à la composition d'un nouvel opéra de son propre mouvement, alors qu'il dirigeait les répétitions de deux ouvrages qui parurent sur la scène du San Carlo en juillet 1826 (Elvida et Alahor in Granata) est singulier et constitue un cas très rare dans la carrière du compositeur. Il avait choisi un livret composé par Andrea Leone Tottola pour un opéra de Michele Carafa, prince de Colobrano, portant le même titre et créé avec succès en 1816 à Naples au Teatro dei Fiorentini avec Isabella Colbran dans le rôle-titre. Le livret de Tottola était dérivé d'une tragédie en cinq actes et en vers de Dormont de Belloy, Gabrielle de Vergy, créée à la Comédie-Française le 12 juillet 1777, elle-même basée sur une anecdote issue de plusieurs récits du Moyen Âge, principalement La Chastelaine de Vergy et Le Chastelain de Coucy et la dame de Fayel, et popularisée en particulier grâce au Décaméron de Boccace au XIVe siècle.
Selon la légende, Gabrielle de Vergy, dame de Fayel était l'amante de Raoul de Coucy qui, avant de mourir en Terre sainte, chargea son écuyer de porter son cœur à la dame de ses pensées. L'écuyer fut surpris par l'époux au moment où il s'acquittait de sa mission. Pour se venger, le mari prit le cœur et le fit manger à sa femme, qui, instruite trop tard de son malheur, jura de ne plus prendre de nourriture et se laissa mourir de faim (V. Maison de Vergy). Dans la tragédie de Dormont de Belloy, dont l'action se situe en Bourgogne au début du XIIIe siècle, Gabrielle de Vergy a épousé sans amour le comte de Vergy parce qu'elle croyait mort son bien-aimé, Raoul de Coucy. Celui-ci réapparaît mais le comte le trouve aux pieds de son épouse et, sourd aux protestations d'innocence de celle-ci, le provoque en duel et le tue. Il apporte à sa femme le cœur encore tout pantelant de Raoul. Gabrielle en meurt non sans appeler la justice divine sur le meurtrier.
Donizetti avait pu se familiariser avec cette histoire épouvantable à travers le ballet de Gaetano Gioia Gabriella di Vergy qui avait été donné entre les deux actes de son opéra Chiara e Serafina lors de sa création à la Scala de Milan en 1822. Mais il connaissait certainement aussi l'ouvrage de Carafa qui avait été repris chaque année à Naples jusque 1826-1827. Il faut sans doute voir dans son intérêt pour ce sujet l'une des premières traductions de son ambition, poursuivie avec persévérance pendant plusieurs années malgré la censure napolitaine, de briser la convention qui voulait que les opéras se terminassent de façon heureuse. L'histoire de Gabrielle de Vergy, par son horreur même, ne pouvait que se conclure tragiquement.
La partition autographe originale se trouve au Musée Donizetti de Bergame. Le rôle de Raoul y est confié à un musico, c'est-à-dire un contralto féminin chantant en travesti, et celui du terrible Sire de Fayel à un ténor, conformément à la vieille tradition de l’opera seria qui réserve à ce type de voix les rôles de méchant. L'opéra ne fut pas représenté mais Donizetti en recycla plusieurs passages dans Otto mesi in due ore, L'esule di Roma, Il paria et Anna Bolena.
En 1838, devant donner un nouvel opéra au San Carlo pour le mois de septembre, Donizetti reprit sa partition et entreprit de la réécrire entièrement en transposant pour ténor le rôle de Raoul. Il avait composé cinq numéros lorsqu'il apprit que l'imprésario Domenico Barbaja avait embauché le célèbre ténor Adolphe Nourrit, ce qui entraîna la mise en chantier de Poliuto pour mieux mettre en valeur le ténor. Après l'interdiction de cet ouvrage par la censure napolitaine, Donizetti revint à Gabriella di Vergy et acheva une nouvelle partition, non sans quelques emprunts à Maria de Rudenz, Ugo, conte di Parigi et Rosmonda d'Inghilterra, mais l'opéra ne fut pas davantage accepté en raison de sa fin tragique impossible à modifier dans un sens heureux, ce qui donne à penser que l'ouvrage de Carafa n'avait été admis qu'en raison de la haute position sociale du compositeur. Donizetti en recycla certains passages dans Adelia.
En définitive, le San Carlo ne créa l'ouvrage, sous le titre Gabriella – pour éviter toute confusion avec Gemma di Vergy, du même compositeur – que le 29 novembre 1869 mais dans une version complètement nouvelle produite par les compositeurs en résidence Giuseppe Puzone et Paolo Serrao qui reprirent sept numéros de la partition de 1826 et les complétèrent avec des emprunts à celle de 1838 ainsi qu'à d'autres compositions de Donizetti, cantates et opéras alors oubliés. Le rôle de Raoul, transposé pour baryton, y était chanté par Gottardo Aldighieri, futur créateur du rôle de Barnaba dans La Gioconda d'Amilcare Ponchielli.
Ce n'est que le 9 novembre 1978 qu'eut lieu à la Queen's University de Belfast la véritable première de Gabriella di Vergy, basée sur la partition de 1838, organisée par les soins de l'association britannique Opera Rara.

## Distribution
| Rôle | Type de voix (version originale de 1826) | Interprètes lors de la première le 29 novembre 1869 (version révisée de 1869) | Interprètes lors de la première le 9 novembre 1978 (version révisée de 1838) |
| --- | ---------------------------------------- | ----------------------------------------------------------------------------- | ---------------------------------------------------------------------------- |
| Gabriella di Vergy Gabrielle de Vergy | soprano                                  | Marcellina Lotti della Santa soprano                                          | Milla Eugenia Andrew soprano                                                 |
| Almeide, sorella di Fayel Almeide, sœur de Fayel | soprano                                  | Carolina Certone soprano                                                      | Joan Davies soprano                                                          |
| Fayel, conte di Vermand Fayel, comte de Vermand | ténor                                    | Giuseppe Villani baryton                                                      | Christian du Plessis baryton                                                 |
| Raoul di Coucy Raoul de Coucy | contralto                                | Gottardo Aldighieri baryton                                                   | Maurice Arthur ténor                                                         |
| Filippo II Philippe II de France (Philippe-Auguste) | basse                                    | Marco Arati basse                                                             | Roderick Earle basse                                                         |
| Armando Armand | ténor                                    | Memmi ténor                                                                   | Julian Farrell ténor                                                         |
| Familiari di Fayel, damigelle di Gabriella, guerrieri e grandi, seguaci di Filippo, popolo ecc. ecc. Familiers de Fayel, suivantes de Gabrielle, guerriers et nobles, suite de Philippe, peuple, etc. |                                          |                                                                               |                                                                              |

## Argument
L'action se déroule en Bourgogne au début du XIIIe siècle.
NB. Le livret évoque Fayel « comte de Vermand » au lieu de « comte de Vergy ». La cohérence est rétablie ci-après.

### Acte I
Gabriella est la femme de Fayel, comte de Vergy, qu'elle a épousé après, croit-elle, la mort de celui qu'elle aimait, Raoul de Coucy.
Près du château de Vergy, le roi de France, Philippe-Auguste, et sa suite tombent dans une embuscade dont ils sont délivrés par Fayel.
Un chevalier surgit dans la chambre de Gabrielle : c'est Raoul qui, blessé sur un champ de bataille, a longtemps été détenu avant de parvenir à s'évader. Il reproche à Gabrielle d'avoir épousé Fayel. Elle lui dit qu'elle n'a fait qu'obéir à l'ordre de son père et ne pourra jamais plus être à lui (duo : In notte oscura).
Le roi fait son entrée (air : O miei fili). Puisque c'est Raoul qui lui a sauvé la vie, il demande à Fayel de lui donner en mariage sa sœur Almeida. Une scène violente éclate entre Gabriella et Fayel (duo : Ch'io lieto ritorni ?).

### Acte II
Raoul reçoit un message de Gabriella qui l'invite à le rejoindre dans ses appartements (air : Io l'amai). En réalité, le message a été écrit par Almeida qui demande à Gabriella d'intercéder en sa faveur auprès de Raoul. Gabriella fait ce qui lui est demandé mais Raoul la supplie de redevenir son amante. Almeida surprend la conversation et court avertir Fayel qui surgit, fait arrêter Gabriella et exige réparation. Le roi rappelle que lui seul peut punir le chevalier.

### Acte III
Philippe-Auguste ordonne que le différend entre Fayel et Raoul soit réglé par un duel. Raoul demande à Fayel d'épargner Gabriella s'il venait à être tué mais son rival refuse (duo : Io tremar ?). Almeida observe le duel depuis les murs du château. Raoul tombe en murmurant le nom de Gabriella. Gabriella attend l'issue du combat dans la tour où elle est emprisonnée (air : L'amai, si). Fayel fait irruption dans son cachot en brandissant l'urne qui contient le cœur encore chaud de Raoul. Épouvantée, Gabriella tombe morte devant son époux qui refuse de lui pardonner.

## Analyse
« Ce n'est pas exagérer, écrit William Ashbrook, que d'affirmer que la Gabriella de 1826 constituait le premier pas sans équivoque du compositeur dans son entreprise visant à libérer l'opéra italien des contraintes des conventions pour le propulser dans l'univers du mélodrame romantique. Il se préparait pour ce qui serait un long combat, le plus souvent masqué, avec les censeurs napolitains, un combat qui finirait par l'amener à quitter la ville dégoûté. Les censeurs napolitains des années 1820 et 1830 [...] croyaient sincèrement que les sujets devaient tendre à l'élévation morale, et que la représentation de la violence sur scène était néfaste au bien public. Ils marquaient une nette préférence, avec davantage d'insistance à partir de 1832, pour les fins heureuses, dont ils croyaient qu'elles favorisaient le maintien du statu quo et ils défendaient le principe d'une intervention bienveillante pour résoudre les conflits. » « Pour mettre la première Gabriella en perspective, il est crucial de se souvenir qu'elle a été composée l'année précédant l'apparition d'un nouveau type de héros romantique – une figure byronienne – créé par Rubini dans Il pirata de Bellini. Quasiment simultanément à son travail sur Gabriella, Donizetti avait écrit pour Rubini le rôle purement décoratif d'Alfonso dans Elvida. Ce fut la stérilité de ce genre de rôles qui fit désirer à Rubini de travailler avec Romani et Bellini pour concilier la virtuosité vocale et le caractère du personnage. Donizetti n'était pas moins mécontent que Rubini du style ampoulé d’Elvida, et la composition de Gabriella est l'expression de cette insatisfaction. Elle laisse également entrevoir la raison pour laquelle un compositeur d'un talent aussi incontestable mit relativement autant de temps à prouver sa valeur : cet accomplissement tardif peut être attribué en partie à son long séjour à Naples, et la composition de Gabriella fut une protestation muette contre les restrictions théâtrales en vigueur dans la capitale des Deux-Siciles. Bellini n'accomplit un progrès majeur qu'après avoir quitté Naples, et dans le climat plus stimulant de Milan. Une autre raison de sa lenteur à atteindre sa maturité est que Donizetti n'était pas naturellement un réformateur. Rien, dans le climat conservateur de Naples, se cramponnant avec délice au souvenir de ses gloires passées, ne l'incitait à le devenir. Dans Gabriella, on trouve les premières indications qu'il comprenait que sa véritable nature le portait vers la tragédie romantique avec des situations mélodramatiques fortes, mais il ne put s'y livrer qu'après avoir trouvé un environnement favorable à de tels sujets. »
« Le scénario souffre d'une faiblesse, observe Piotr Kaminski : le rôle décoratif du roi qui disparaît après avoir ordonné le duel au début du IIIe acte. La confrontation des deux versions de l'opéra permet d'apprécier l'évolution du style de Donizetti vers davantage d'efficacité et de force théâtrale, plus de réalisme aussi, ce dont témoigne le changement des tessitures. Fayel ouvre l'opéra avec un air qui, par le lyrisme de sa cavatine, est déjà du Donizetti de la pleine maturité, alors que sa vigoureuse cabalette avec chœur préfigure Verdi. La même énergie caractérise le grand air de Raoul au IIe acte. Gabrielle et le roi bénéficient de numéros séduisants ; l'héroïne clôt l'opéra par une cabalette émouvante, avec une participation active de Fayel et de l'orchestre. Ce sont les duos qui concentrent l'éloquence dramatique de la partition, surtout celui entre Gabriella et Fayel à la fin du Ier acte, ainsi que le grand final du IIe acte. »

## Discographie
| Année | Distribution (Gabriella, Almeide, Fayel, Raoul, Philippe, Armand)                             | Chef d'orchestre, Orchestre et chœur                                     | Label                                                                 |
| ----- | --------------------------------------------------------------------------------------------- | ------------------------------------------------------------------------ | --------------------------------------------------------------------- |
| 1978  | Ludmilla Andrew Joan Davis Christian du Plessis Maurice Arthur John Tomlinson John Winfield   | Alun Francis Orchestre philharmonique de Londres Chœur Geoffrey Mitchell | CD Audio : Opera Rara Réf. : ORC 003 (2 CD) Enregistrement en studio  |
| 1994  | Jennifer Rhys-Davies Claire Daniels Jonathan Viera Paul Nilon Karl Morgan Daymond Ivan Sharpe | David Parry Orchestre Philharmonia Chœur Geoffrey Mitchell               | CD Audio : Opera Rara Réf. : ORCH 104 (2 CD) Enregistrement en studio |